# Premantura
Premantura (en italien : Promontore) est une localité de Croatie située en Istrie, dans la municipalité de Medulin, dans le comitat d'Istrie. En 2001, la localité comptait 845 habitants.

## Démographie
| 1948 | 1953 | 1961 | 1971 | 1981 | 1991 | 2001 |
| ---- | ---- | ---- | ---- | ---- | ---- | ---- |
| 307  | 276  | 278  | 257  | 416  | 574  | 845  |